# Sinemorets Hill
Der Sinemorets Hill (englisch; bulgarisch хълм Синеморец chalm Sinemorez) ist ein 66 m hoher Hügel auf der Livingston-Insel im Archipel der Südlichen Shetlandinseln. Er ragt am Bulgarian Beach in einer Entfernung von 750 m nordöstlich des Kap Hespérides auf.
Das UK Antarctic Place-Names Committee nahm 1994 auf Anfrage von Teilnehmern der zweiten bulgarischen Antarktisexpedition (1993–1994) die Benennung vor. Namensgeber ist ein bulgarisches Dorf an der Schwarzmeerküste.